# Horas Negras (Morgan MS 493)
Las Horas Negras, MS M.493 (o las Horas Negras de Morgan) es un libro de horas iluminado realizado en Brujas entre 1460 y 1475. Consta de 121 páginas (hojas), con texto en latín escrito en letra gótica minúscula. Las palabras están dispuestas en filas de catorce líneas y siguen la versión romana de los textos. La letra está inscrita en plata y oro y se encuentra dentro de cenefas ornamentadas con flores, follaje y grotescos, en páginas teñidas de un negro azulado intenso. Contiene catorce miniaturas a toda página y se abre con los meses del calendario litúrgico (folios 3 verso - 14 recto), seguido de las Horas de la Virgen, y termina con el Oficio de Difuntos (folio 121v).
El MS M.493 forma parte de la colección de la Morgan Library & Museum de Nueva York desde 1912. Es uno de los siete libros de horas negros que se conservan, todos procedentes de Brujas y fechados a mediados o finales del siglo XV. Se llaman así por su inusual aspecto azulado oscuro, una coloración conseguida mediante el costoso proceso de teñir la vitela con tinta de hiel de hierro. Este tinte es muy corrosivo y los ejemplares que se conservan están en su mayoría muy descompuestos; el MS M.493 se encuentra en un estado relativamente bueno debido a su pergamino de gran grosor.
El libro es una obra maestra de la iluminación de manuscritos del gótico tardío. Sin embargo, no sobreviven registros de su encargo, pero su tono oscuro único, su coste de producción, su calidad y su rareza sugieren que fue propiedad de miembros privilegiados y sofisticados de la corte borgoñona. El libro se atribuye a menudo, por motivos estilísticos, a un seguidor de Willem Vrelant, un destacado e influyente iluminador flamenco.

## Encargo
Los libros de horas negros son una agrupación de cuatro a cinco manuscritos iluminados flamencos existentes, llamados así por su aspecto oscuro. Algunos libros así definidos contienen sólo unas pocas páginas de este estilo El efecto se conseguía empapando la vitela en tinte o tinta negra antes de rotularla con pan de oro y plata El tinte negro era altamente corrosivo, por lo que los metales debían ser de gran pureza y la vitela debía ser inusualmente gruesa para sobrevivir al proceso. Los manuscritos negros datan de alrededor de 1455-80 e incluyen las "Horas Negras, Sociedad Hispánica, Nueva York" (c. 1458), las "Horas Negras de Galeazzo María Sforza" (c. 1466-67) y las "Horas de María de Borgoña" (c. 1477). Las obras de arte son de un gusto sofisticado e inusual, y el color poco común de las páginas probablemente conllevaba un aura casi mística para el propietario. El MS M.493 puede considerarse destinado a la alta nobleza, probablemente de la corte de Felipe el Bueno o Carlos el Temerario.

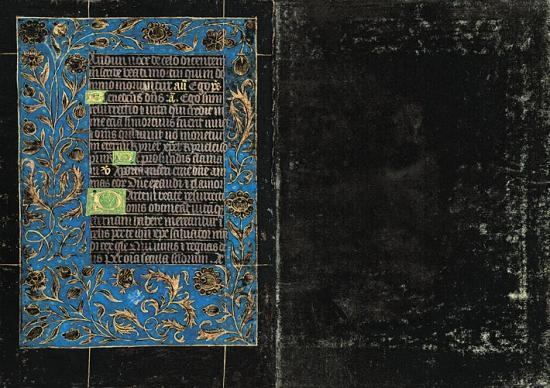
Oficio de Muertos, folios 121v–122r; las hojas finales del manuscrito

Se sabe que los miembros de la corte borgoñona tenían preferencia por los colores oscuros y sombríos, y se puede suponer que los libros negros fueron diseñados específicamente para su gusto. Los libros negros eran más apreciados que los libros de horas iluminados convencionales, y hoy los historiadores del arte suponen que fueron encargados por la corte de Felipe el Bueno. La inclinación de Felipe por el negro surgió del brutal asesinato en 1419 de su padre Juan el Intrépido. El cortejo fúnebre estuvo flanqueado por 2.000 banderas negras con estandartes negros. A partir de entonces, Felipe sólo vistió de negro, como expresión de su dolor. El estilo fue adaptado por otros miembros de la corte, que parecen haber favorecido el negro contra el oro y la plata en las obras de arte, así como en la vestimenta formal, como puede verse en el contemporáneo de  Rogier van der Weyden, Jean Wauquelin presentando las Crónicas de Henao a Felipe el Bueno. El emperador Maximiliano I observó de los gobernantes borgoñones que sus colecciones eran "lujosas, el tesoro de la casa y la biblioteca llenos de tesoros, y el ceremonial de la corte se orientaba a una superelevación divina del gobernante".

## Atribución

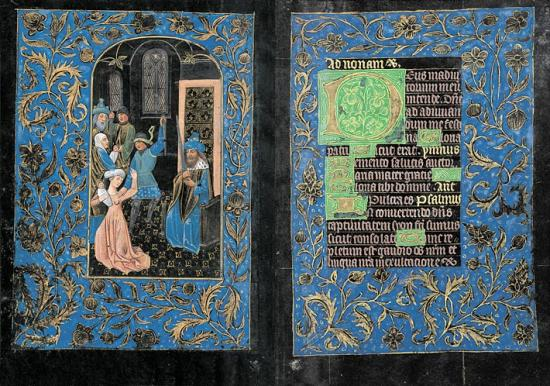
Masacre de los Inocentes, folios 62v–63r; Horas de la Virgen

El manuscrito no contiene ningún escudo familiar que permita identificar al donante, que, dado el coste del libro y su producción intensiva en mano de obra, se supone que fue un miembro de alto rango de la corte. Los días de fiesta señalados en los calendarios, incluido el de Donaciano de Reims (14 de octubre), indican que se produjo en Brujas o, dada la inclusión de la fiesta de San Livino (12 de noviembre), posiblemente en Gante.
Se desconocen los artistas que diseñaron, ilustraron e inscribieron el MS M.493, así como las circunstancias de su encargo. A menudo se relaciona el libro con el círculo del iluminador de Utrecht Willem Vrelant, muy apreciado y con éxito, que estuvo activo en Brujas desde la década de 1450 hasta su muerte en 1481. Esta atribución se basa en el parecido de algunas de las figuras de las miniaturas con las de las obras que se le atribuyen; la forma angulosa y lineal de los ropajes de las figuras también coincide con su estilo. El texto "pro me peccatore" (para mí pecador), que utiliza una forma masculina del sustantivo latino, indica que el libro fue producido para un hombre, y los registros del inventario de su propietario de mediados del siglo XIX, Nicholas Yemeniz, registran que fue producido por un taller que había sido encargado a menudo por los duques de Borgoña.
Otras posibles atribuciones son el círculo del pintor francés Philippe de Mazerolles (m. 1479) o el taller de Liévin van Lathem (activo entre 1454 y 1993). Según la Biblioteca Morgan, la influencia de van Lathem se aprecia en las "figuras con paños angulosos [que] se mueven con cierta rigidez en espacios poco definidos ... [mientras que] los rostros planos de los hombres están dominados por grandes narices". El estilo de las miniaturas y las cenefas son similares a las de Galeazzo María Sforza en Viena, pero no son del mismo taller.

## Descripción

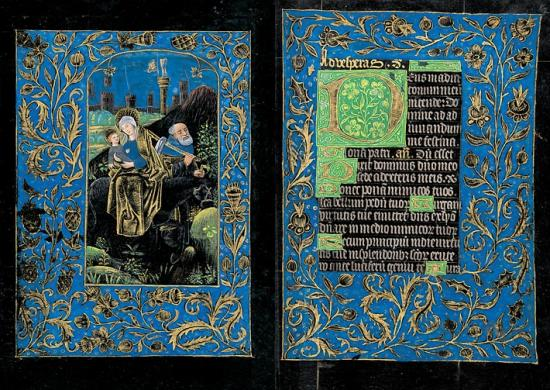
La huida a Egipto, folios 66v–67r

El manuscrito consta de 122 páginas, cada una de las cuales mide unos 17 cm × 12 cm. Las cenefas son en su mayoría de color azul claro, mientras que las ilustraciones son abrumadoramente oscuras, y de pigmentos negro, rojo grisáceo, rosa viejo y verde, con algunos colores blancos y de tono carne. Cada miniatura se sitúa frente al texto de una oración sobre un fondo oscuro. La solemnidad de este libro contrasta con los colores brillantes de la mayoría de los libros de horas contemporáneos y parece reflejar una visión de la corte más bien sombría y lúgubre. Las múltiples tonalidades de azul se obtuvieron a partir de diversos ingredientes, cada uno de los cuales permitía distintas profundidades y variedades de color. La técnica y el estilo de la miniatura pueden fecharse en torno a 1475. En el siglo XV, el pigmento ultramarino era extremadamente raro y valía más en peso que el oro, por lo que su prevalencia en esta obra es un indicador de la riqueza de quien encargó la obra.
Las letras iniciales de cada oración están formadas por pan de oro sobre fondo verde. Sus textos contienen palabras de las Horas de la Cruz, las Horas del Espíritu Santo, la Misa de la Virgen, las Horas de la Virgen, los Salmos Penitenciales y el Oficio de Difuntos. La letra es gótica minúscula con tinta de plata, con pan de oro en las rúbricas. Las decoraciones de las cenefas incluyen paisajes, volutas de acanto dentadas, pájaros, pequeños animales y grutescos; estos últimos son similares en estilo a los que se encuentran en las Horas Negras de Galeazzo María Sforza, e incluyen demonios alados desnudos y hombres híbridos. Están ornamentadas exclusivamente en oro y están sombreadas principalmente por pigmento negro. Están revestidos con filigranas amarillas o doradas y follaje extravagante, incluyendo vides. El manuscrito se ha deteriorado con el tiempo y se ha desconchado en algunas zonas.
El libro fue reencuadernado en el siglo XIX para su entonces propietario, el bibliófilo francés Nicolás Yemeniz, por el encuadernador Georges Trautz (conocido como Trautz-Bauzonnet), y hoy se encuentra en una caja de madera, también moderna. La encuadernación es de piel de cerdo color canela con hebillas de plata oxidada. El monograma de Yemeniz, formado por dos "Y" entrelazadas, está estampado en el panel central de la encuadernación y en los cierres.

## Miniaturas

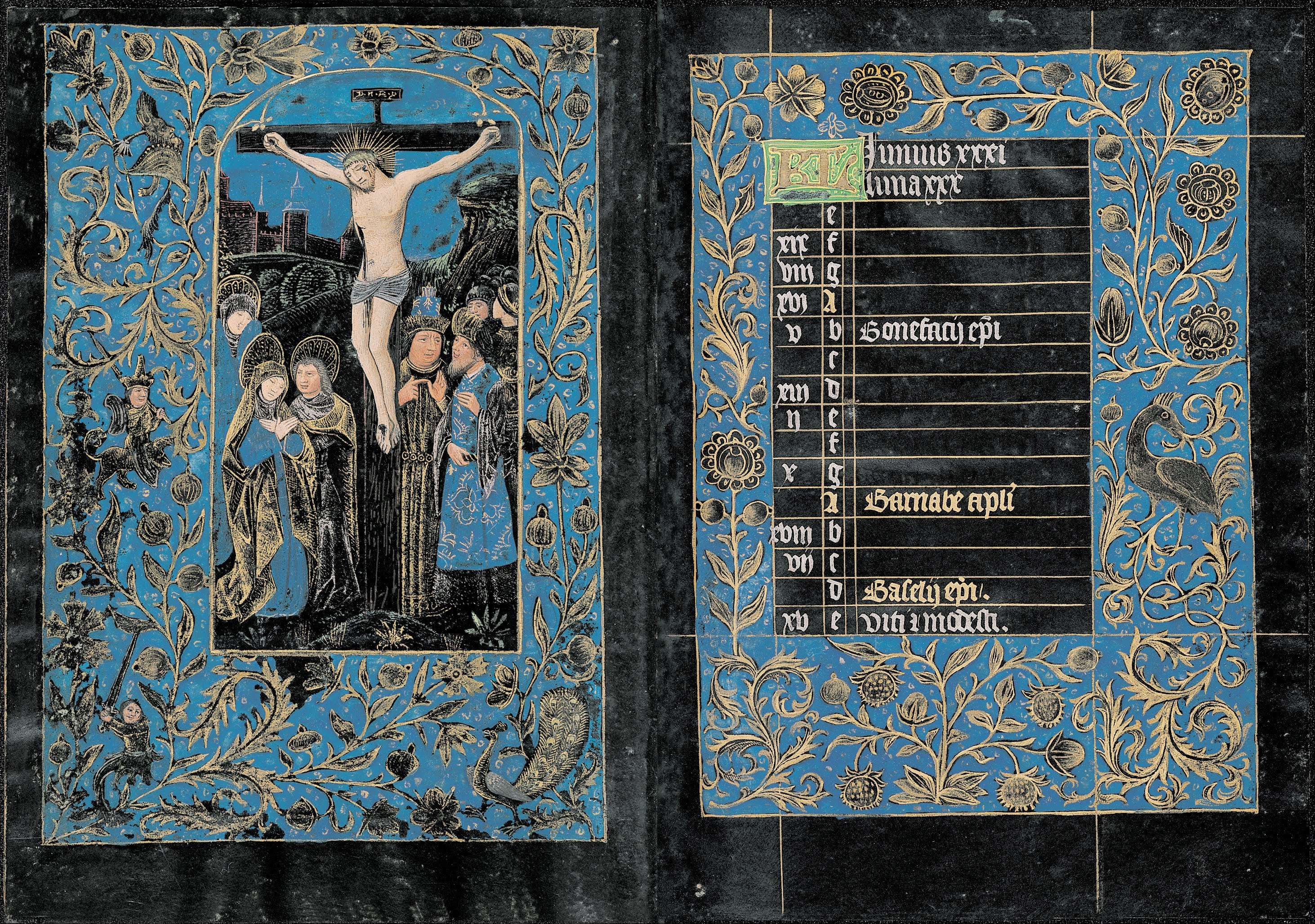
La Crucifixión, folios 14v–15r; Calendario: Horas de la Cruz

Las miniaturas representan escenas de la vida de la Virgen y Cristo y se colocan a la izquierda (verso) de las páginas del libro, en su mayoría frente a las representaciones del calendario de los días del año litúrgico. Las iluminaciones incluyen figuras bíblicas vestidas con trajes medievales o góticos contemporáneos. En el folio 76v, David viste la túnica ceremonial de un monarca del siglo XV. Las decoraciones en los bordes son particularmente vívidas en detalle.
La Crucifixión (folio 14v) es la ilustración más aclamada del libro. Está contorneada por ilustraciones en la cenefa de criaturas fantásticas y un pavo real. La iluminación muestra a Jesús en la cruz con la cabeza inclinada y sangrando por múltiples heridas. María, con un velo de tela, y San Juan están de pie a la izquierda del pie de la cruz. Ambos tienen halos. Los dolientes que gesticulan a su derecha tienen expresiones faciales que transmiten un profundo sentimiento de tristeza y pérdida. Detrás de ellos hay dos soldados con casco, uno de los cuales podría ser Longinos. El paisaje montañoso detrás de las figuras representa las murallas de Jerusalén con un cielo azul intenso. En los márgenes aparecen hombres híbridos, entre ellos uno que es medio pez y levanta una espada, y otro con patas de animal

El historiador del arte Ingo Walther describió el folio 18v, que representa la Bajada del Espíritu Santo, como una muestra del "inusual, exquisito y precioso efecto general... generado por la técnica de fijar una iluminación en una pieza de pergamino teñido de negro". Las decoraciones en los bordes delinean una representación de María en el centro de la corte de los Apóstoles. La "D" dorada representa la letra inicial de las Horas del Espíritu Santo.
La siguiente es una lista completa de las miniaturas del manuscrito:
- Folio 14v: La Crucifixión (frente a "Horas de la Cruz")
- Folio 18v: Pentecostés (frente a "Horas del Espíritu Santo: maitines")
- Folio 22v: Virgen y Niño (frente a "Misa de la Virgen")
- Folio 29v: Anunciación (frente a "Horas de la Virgen: maitines")
- Folio 39v: Visitación (frente a "Horas de la Virgen: Laudes")
- Folio 50v: Natividad (Folio 50v: "Natividad" (frente a "Horas de la Virgen: Prime"))
- Folio 54v: Anunciación a los pastores (frente a "Horas de la Virgen: Tercia")
- Folio 58v: Adoración de los Reyes Magos (frente a "Horas de la Virgen: Sexta")
- Folio 62v: Matanza de los Inocentes (frente a "Horas de la Virgen")
- Folio 66v: Huida a Egipto (frente a "Horas de la Virgen")
- Folio 72v: Coronación de la Virgen (frente a "Horas de la Virgen: Completas")
- Folio 76v: David en oración (frente a "Salmos penitenciales y letanías")
- Folio 93v: Resurrección de Lázaro (frente a "Oficio de Muertos: Vísperas")
- Folio 98v: Canto del Oficio de Muertos (frente a "Oficio de Muertos: Maitines")

## Procedencia e historia de la exposición
La historia temprana del MS 493 es oscura, y no se conservan registros de títulos o inventarios anteriores al siglo XIX. Las armas de la familia de Isabelle de Bethe están estampadas en una de las páginas; su familia se casó con borgoñones y fueron miembros ricos y prominentes de la sociedad de Flandes. El manuscrito se describe en un inventario de 1867 de la colección de Nicholas Yemeniz (1806-1869), un fabricante de seda lionés nacido en Constantinopla. En 1871 fue adquirido por el editor y coleccionista de arte francés Ambroise Firmin-Didot. Éste, a su vez, vendió el libro a Alphonse Labitte en 1879.
El MS M.493 fue adquirido por Robert Hoe en 1909 por 500 dólares (unos 13.400 dólares en 2022).  Hoe lo conservó hasta 1912; tras su muerte ese mismo año fue vendido en una venta a gran escala y con éxito comercial de su colección de libros raros y antiguos. Estuvo en manos de dos libreros, Bernard Quaritch y Léon Gruel, antes de ser adquirido por la Biblioteca Pierpont Morgan ese mismo año. El libro se expuso en la Exposición Colonial de París, en la Maritime et d'art Flamand de Amberes en 1930, en la exposición del 50.º aniversario de la Morgan en 1957, en Bruselas en 1959 y en Brujas en 1981.

## Imágenes seleccionadas

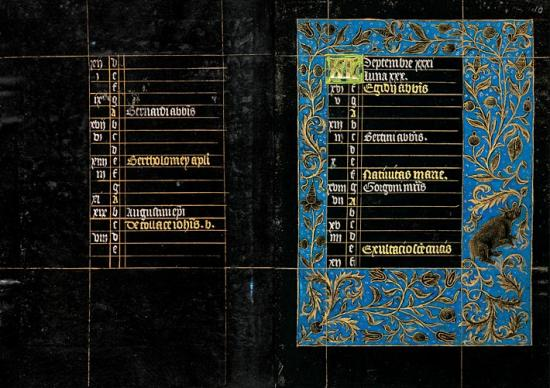
Folios. 9v–10r. Calendario: agosto (conclusión), opp: Calendario: septiembre
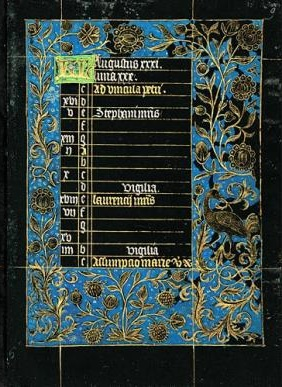
Folio 9r: Calendario: agosto
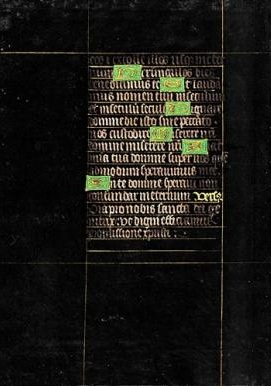
Folio 38v: Horas de la Virgen: Maitines (conclusión)
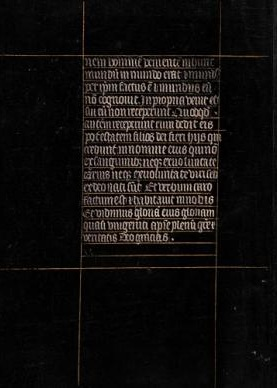
Folio 28v: Misa de la Virgen (conclusión)
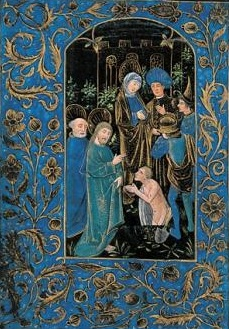
Folio 93v: Resurrección de Lázaro, Oficio de Muertos ( vísperas )
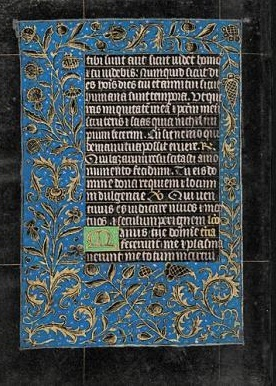
Folio 104v: Oficio de Difuntos: Maitines (primeros nocturnos )
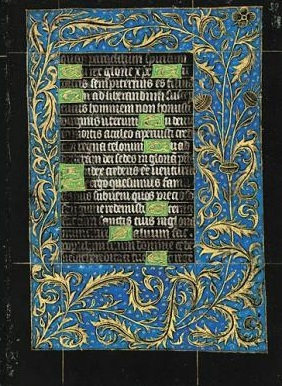
Folio 38r: Horas de la Virgen: Maitines
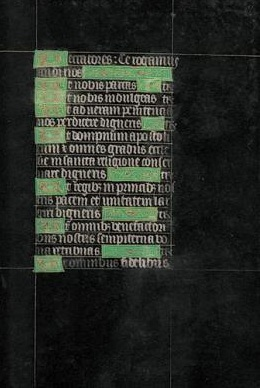
Folio 91r: Salmos y letanías penitenciales

## Otras lecturas
- Facsimile Ausgabe von Pierpont Morgan Library, New York, M. 493. Luzern: Faksimile Verlag Luzern, 2001
- Wieck, Roger. Painted Prayers: The Book of Hours in Medieval and Renaissance Art. New York: George Braziller, 1997. ISBN 978-0-8076-1457-0